# حلق الوادي

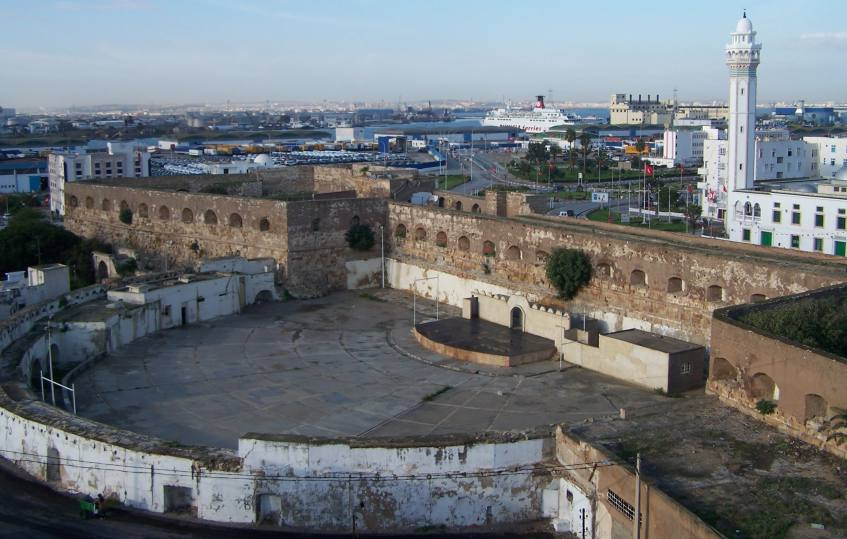
المرسى

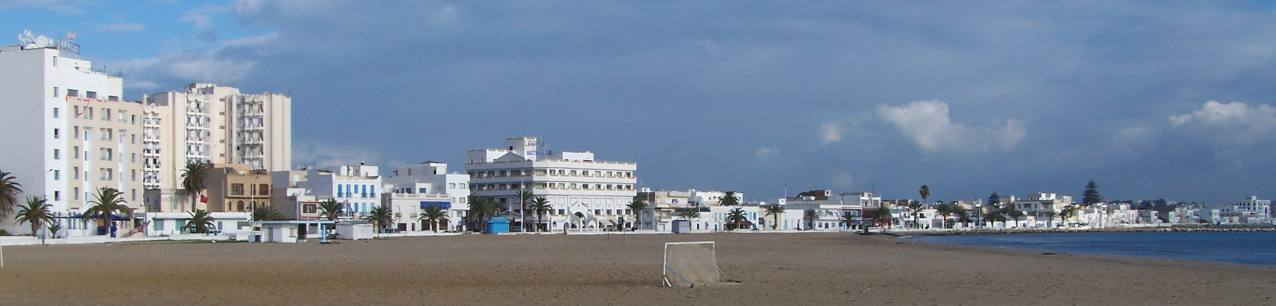
الشاطئ

حلق الوادي هي مدينة وميناء تونسي تقع بالضاحية الشمالية لمدينة تونس. بُني بها حصن القصبة على يد شارلكان عام 1535م ثم فتحها العثمانيون المسلمون عام 1575م.
حلق الوادي مدينة عريقة جدا تقع بالضاحية الشمالية لتونس العاصمة وبالتحديد بين تونس وقرطاج. كانت حلق الوادي قِبلة للإيطاليين والإسبان المهاجرين من صقلية والأندلس بحثًا عن مناطق آمنة. اليوم تسكن حلق الوادي جالية هامة من الإيطاليين حتى أن المنطقة صارت تلقب بصقلية الصغيرة. فضلا على ذلك تتميز مدينة حلق الوادي بتسامح بين الأديان فتجد الكنائس اليهودية والمسيحية والمساجد منتشرة بالمدينة.

## جسر حلق الوادي
يعد جسر رادس-حلق الوادي معلماً معماريا هاما يتميز بموقعه البارز والواضح عن بعد كما يعد أضخم مشروع بنية تحتية في تونس يربط بين ثلاث ولايات وهى تونس وأريانة وبن عروس.
ويكتسي هذا الإنجاز الضخم الذي أشرفت على إنجازه مقاولات تونسية ويابانية ومصرية وسخّرت له كافة التمويلات الضرورية والمهارات الفنية والمعمارية بُعداً جماليا لما يتميز به من حداثة في التصميم وإتقان في الإنجاز. وهو الأول من نوعه في تونس وفي أفريقيا حيث يبلغ علوه 20 متراً فوق سطح الماء وهو مشدود بكوابل مثبتة في برجين علوهما حوالي 45 متراً فوق سطح الماء.
ويهدف هذا المشروع الذي قدرت تكاليفه ب141 مليون دينار إلى إحداث ربط مباشر بين الضاحيتين الشمالية والجنوبية لتونس العاصمة عبر قنال تونس للملاحة واستكمال الطريق الحزامية للضاحية الشمالية مع الطريق السريعة المرسى قمرت على مستوى مدينتي الكرم وحلق الوادي إضافة إلى ربط مينائي رادس /حلق الوادي ببعضهما وبالطرقات المهيكلة تفعيلا لدورهما في دعم الأنشطة الاقتصادية والصناعية بمحيط تونس الكبرى.
وسيمكن الجسر من مواكبة التوسع العمراني الذي تشهده المنطقتان من خلال استصلاح بحيرة تونس وتهيئة ضفتيها الشمالية والجنوبية بغية إنجاز جيل جديد من المشاريع الكبرى على غرار “باب المتوسط” ومدينة تونس الرياضية وغيرها.
كما سيساعد على تحقيق نقلة نوعية في حياة متساكني الضاحيتين عبر تقريب المسافات بين المنطقتين الشمالية
والجنوبية وتيسير التنقل بينهما حيث أن الربط سيكون أيسر وأسرع بالنسبة لكل أصناف العربات ولا سيما التي تتجاوز حمولتها 5ر3 طن إضافة إلى تخفيف ضغط حركة المرور على مداخل العاصمة والإسهام في مزيد تفعيل المناطق الأثرية “قرطاج” والمنشآت السياحية “سيدي بوسعيد وقمرت” والمنشآت الترفيهية والتجهيزات الجماعية المتوفرة بالضاحيتين.
يتضمن المشروع عدة مكونات يتمثل أولها في إنجاز جسر رئيسي بطول 260 م يعبر قنال تونس للملاحة وخط السكك الحديدية تونس/المرسى وثانيها في الربط الجنوبي من جهة رادس بطول 6ر2 كلم بين الطريق الجهوية رقم 33 والجسر الرئيسي.
أما المكون الثالث فيتعلق بإنجاز محول يؤمن التبادلات بين الجسر الرئيسي والطريق السريعة تونس /حلق الوادي في حين يهم الرابع الربط الشمالي على طول حوالي 5ر6 كلم بين الطريق السريعة تونس حلق الوادي والطريق السريعة المرسى قمرت / وقد أنجز هذا القسط بالكامل ودخل طور الاستغلال منذ نوفمبر 2005 في إطار احتضان تونس للقمة العالمية لمجتمع المعلومات/ بالإضافة إلى قسط يهم الإنارة العمومية.
وقد اعتبرت مصالح الدراسات الفنية للطرقات والطرقات السيارة “ساترا” التابعة للإدارة العامة للجسور والطرقات بوزارة البيئة والتنمية والتهيئة المستديمة بفرنسا والتي تعتبر أحد أبرز المراجع في مجال البنية الأساسية في العالم مشروع جسر حلق الوادي -رادس منشأة تتميز بتقنية كبيرة جدا من خلال الأسس العميقة في منطقة زلزالية وهي تقنية قليلاً ما تطبق في فرنسا.
والجدير بالملاحظة أن هذا الإنجاز الضخم واجه تحديات جمِة منها تركيز أسس عميقة وردم جزء من البحيرة وعملية متابعة وتثبيت طبقات الأرض لإنجاز الطريق والمنشآت الفنية.
وقدرت أهم الكميات التي تطلبها إنجاز الجسر بحفر 34 خازوق بطول جملي 2550 متر وإنجاز عن طريق الدمك 1700 خازوق بطول جملي 44 كلم ووضع مقادات للصرف العمودي بطول جملي ب 631 كلم واستعمال حوالي 8000 طن من الحديد ووضع أكثر من 65 ألف م3 من الخرسانة وتتريب أكثر من مليون م3 من التربة.

## مهرجان السمك
وسط زحام عشرات آلاف الزوار في ضاحية حلق الوادي التونسية، تخترق رائحة السمك المشوي الشهية الأنوف ويتسابق الجميع للفوز بطبق منه في أول مهرجان للسمك يقام في الهواء الطلق على امتداد ثلاثة كيلومترات. وأصبح «عيد السمك» ظاهرة احتفالية شعبية تميز هذه المدينة بمكوناتها البحرية والتاريخية والسياحية وإرثها الذي يمتد إلى قرون أساسه التسامح والانفتاح والتعايش. وانطلقت هذه التظاهرة من ساحة 7 نوفمبر بحلق الوادي بعرض ضخم لمجموعة من الفرق الموسيقية والدمى العملاقة والمشي على العصي والعربات الرمزية والفيالق الرومانية التي يتم تجسيدها بالأزياء التاريخية فضلاً عن فرق تنشيطية تجوب المدينة. وقال أحمد عامر منسق المهرجان أن عدد الزوار في الليلة الأولى تجاوز 200 ألف زائر، وقد يكون العدد تجاوز 500 ألف زائر.
ويمنح المهرجان الفرصة للجمهور الوافد على هذه التظاهرة الصيفية لتذوق الأسماك بمختلف أنواعها بسعر رمزي لا يتجاوز 5 دولارات للطبق على أنغام الموسيقى التونسية، بينما يصل السعر إلى 4 أضعافه خارج المهرجان.
وتسعى مدينة حلق الوادي الشهيرة بالأسماك، وفيها أكبر ميناء بحري في تونس، تغنى بسحر شواطئها الفنان فريد الأطرش، إلى مزيد من الترويج لنفسها كوجهة سياحية مميزة جنوب البحر المتوسط.

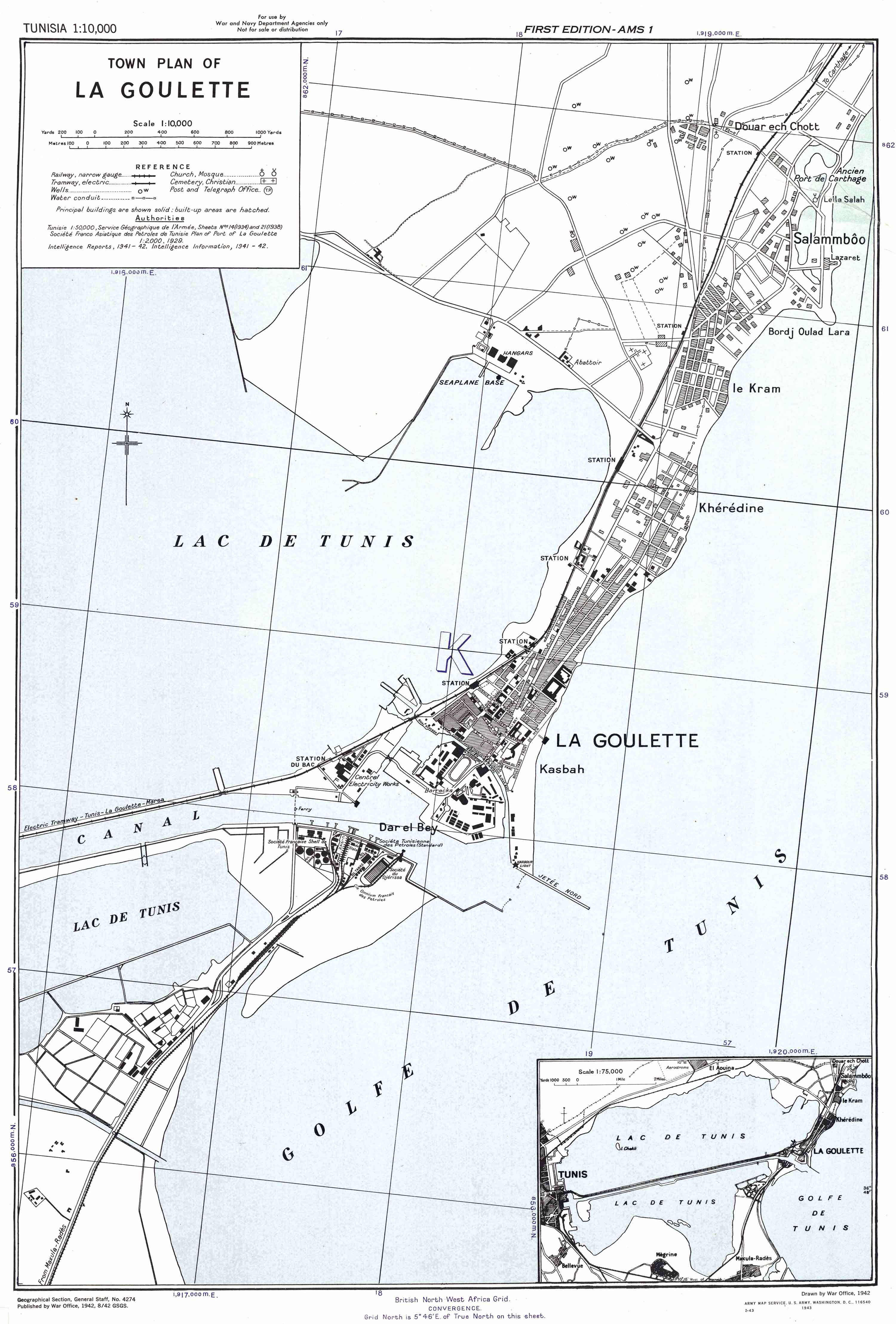
خارطة حلق الوادي عام 1942
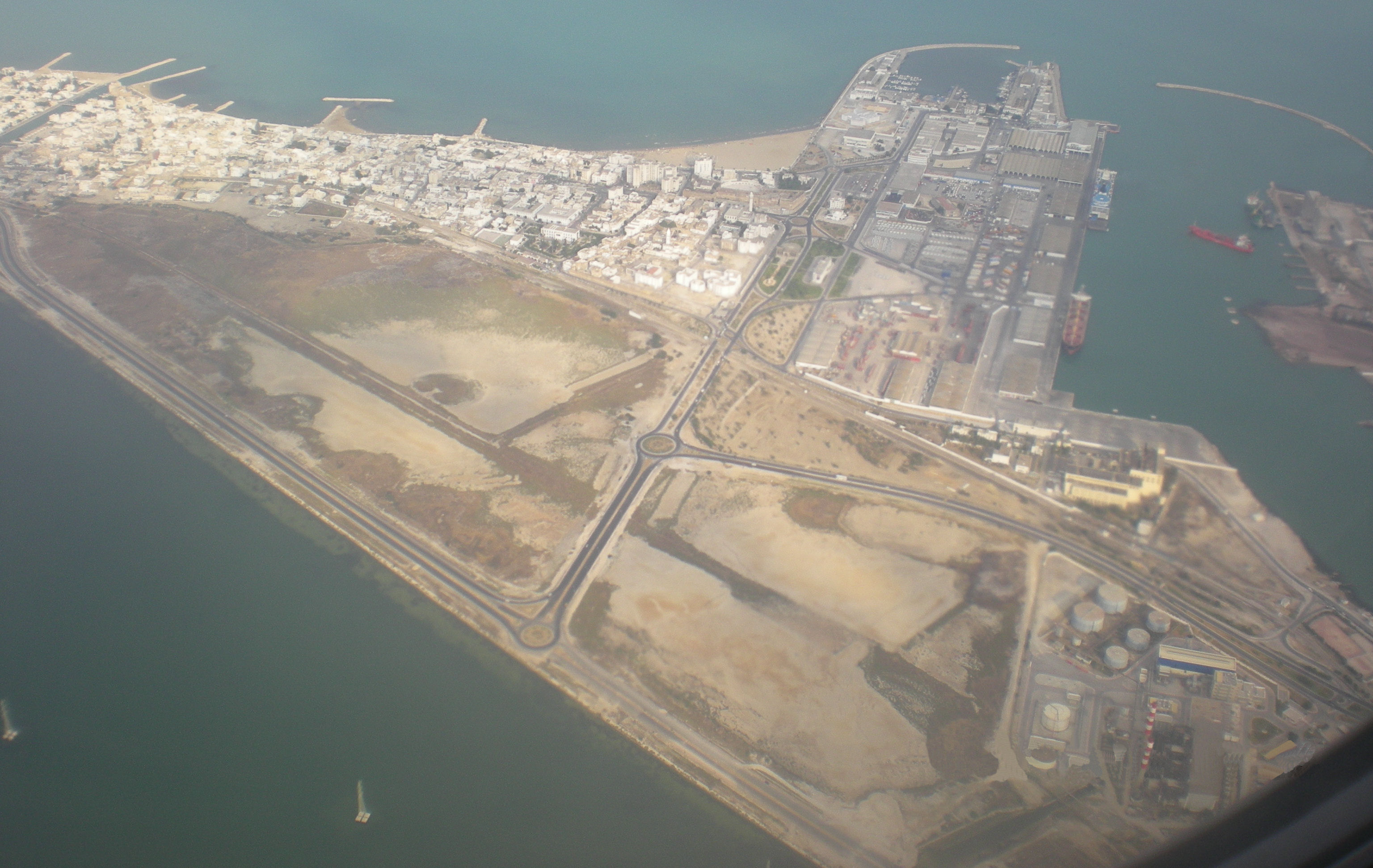
صورة جوية لحلق الوادي
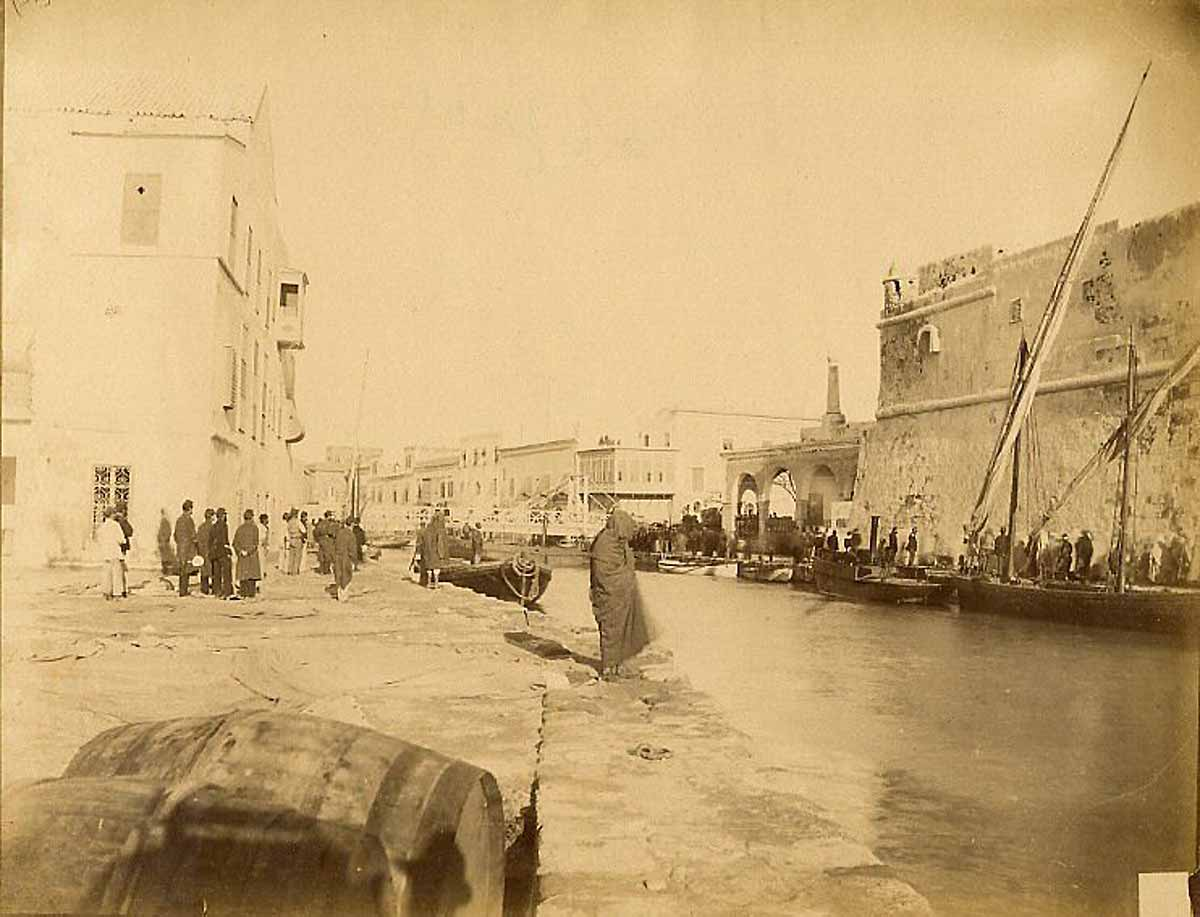
قناة حلق الوادي حوالي عام 1880
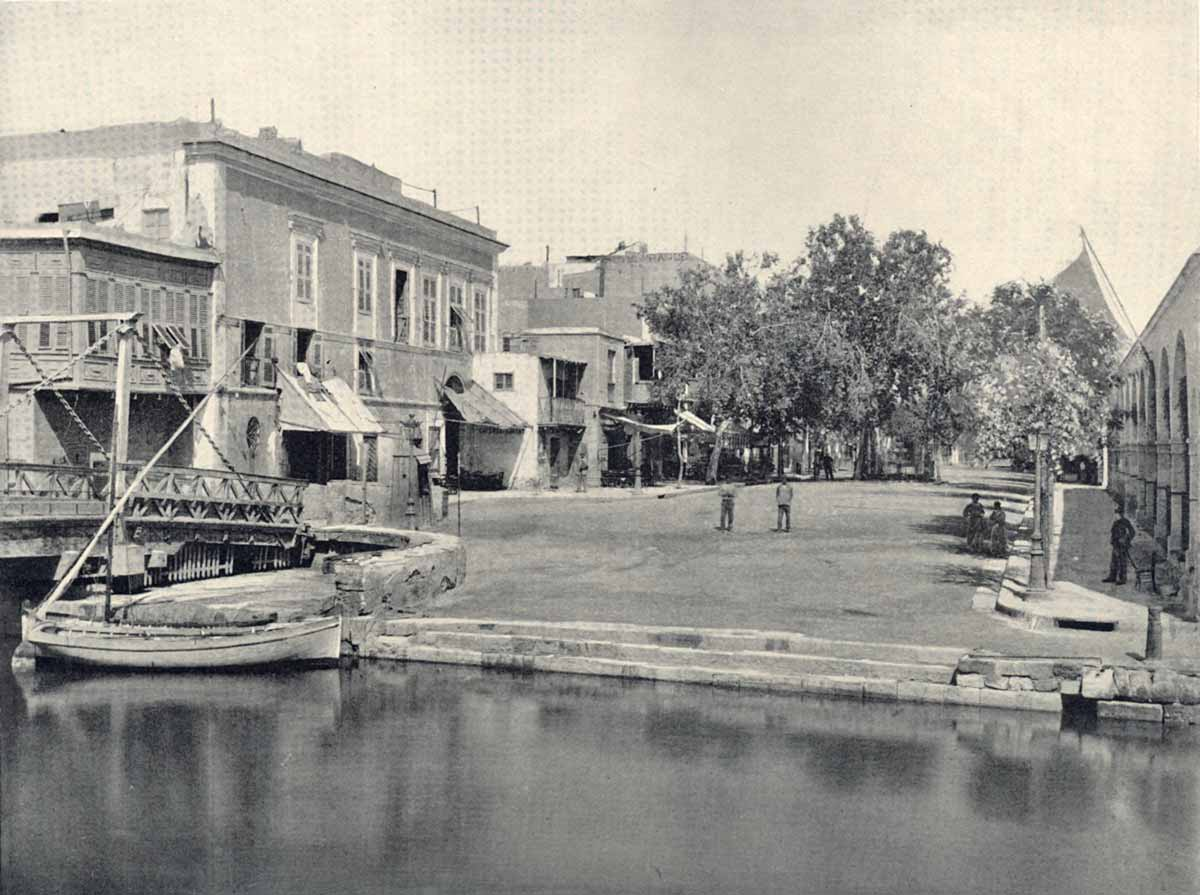
ساحة أحمد باي بحلق الوادي حوالي عام 1900
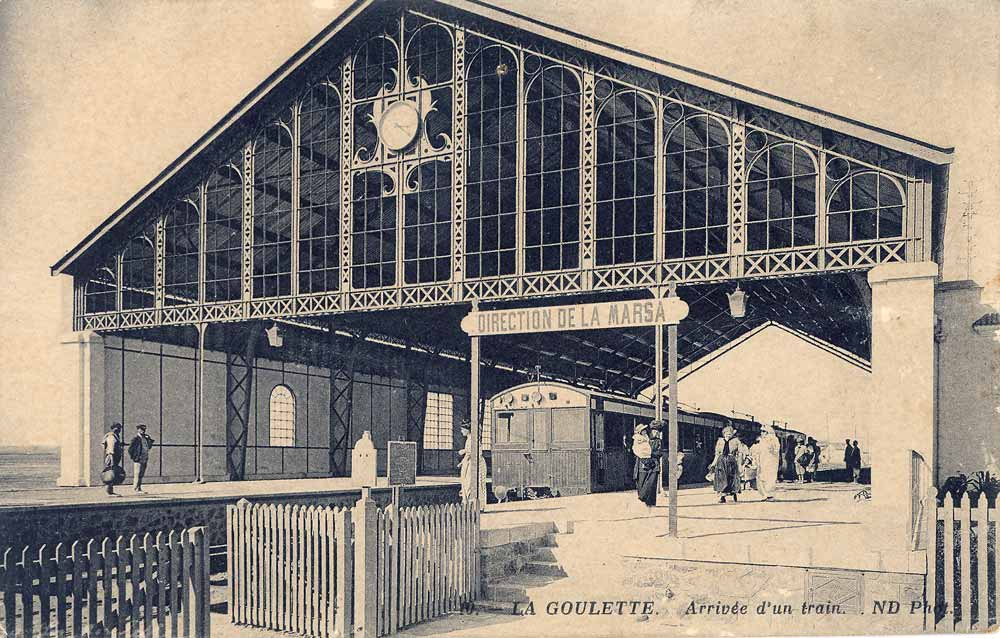
محطة قطار حلق الوادي حوالي عام 1900
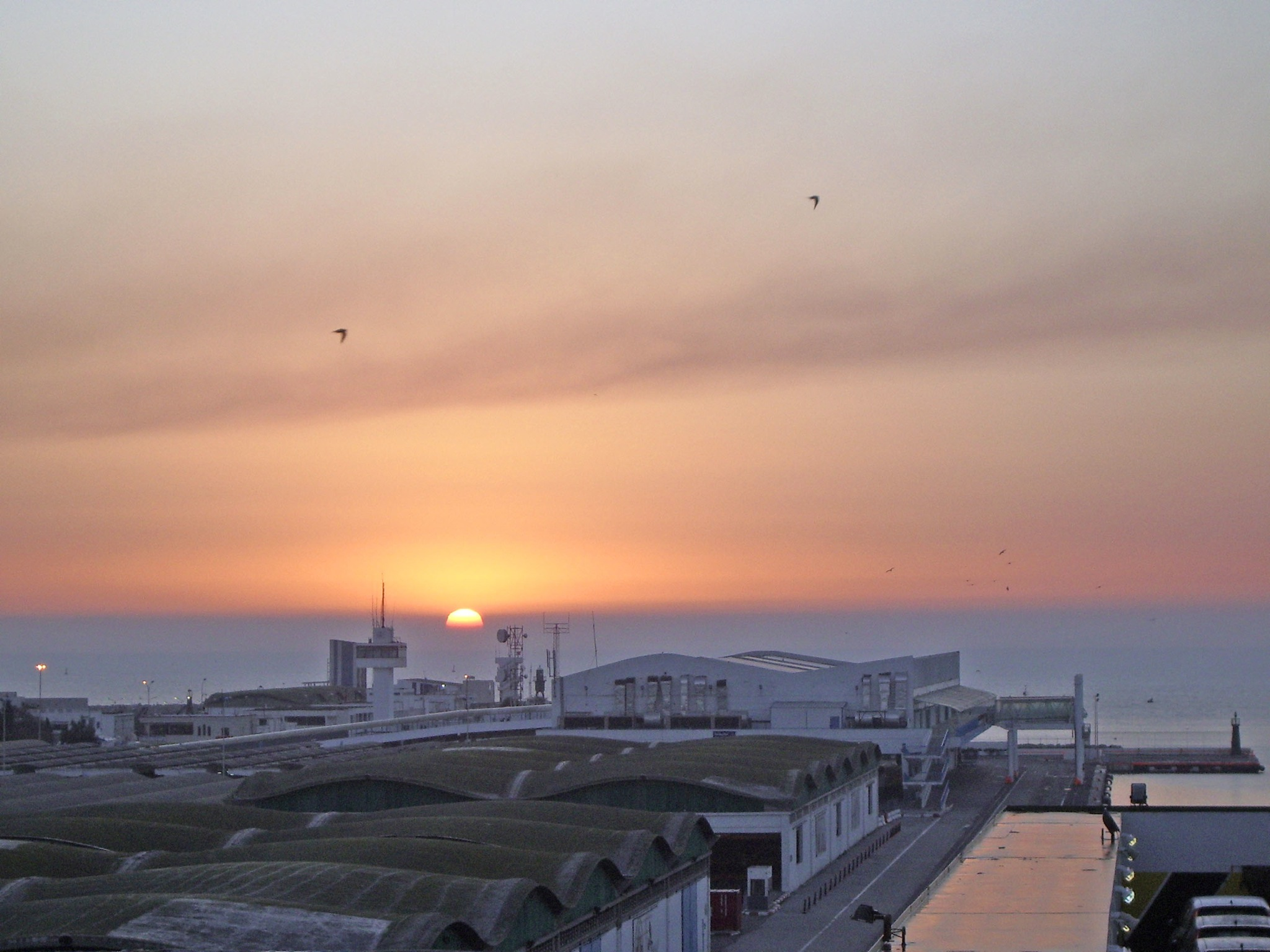
ميناء حلق الوادي
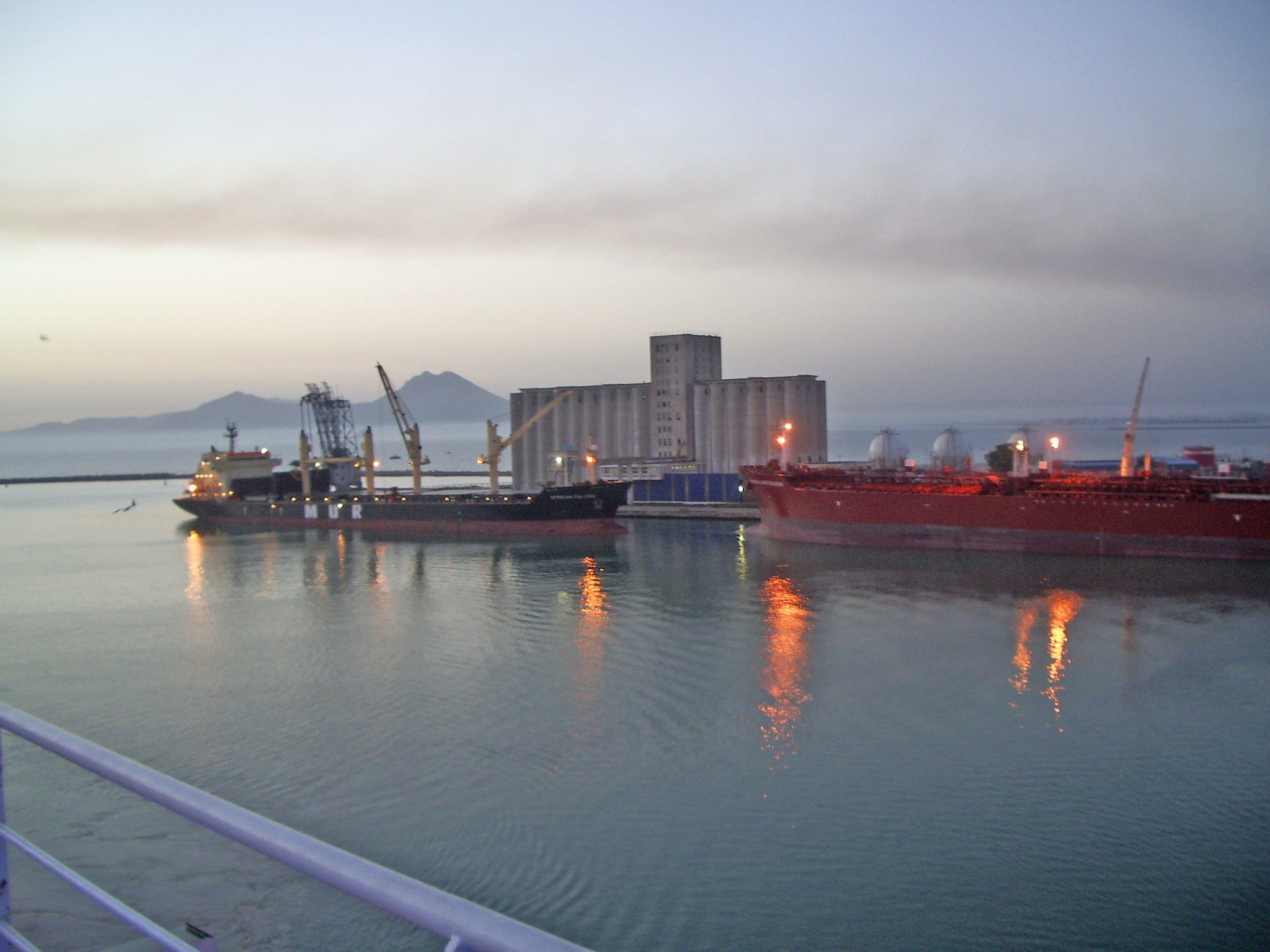
ميناء حلق الوادي